# Publícola
Publícola (en llatí Publicola o Poplicola o Poplicula) era un cognomen romà que significa "el que honora al poble" o "el que és amic del poble" (de populus i colo). Les més antigues formes son Poplicula i Poplicola i apareixen en algunes inscripcions.
Més tard sorgeix la forma Publicola, que va ser la més comunament utilitzada i es troba escrita així en diversos escriptors com ara Titus Livi i Ciceró. Era utilitzat per la gens Valèria.

## Personatges destacats
- Luci Gel·li Publícola, cònsol l'any 72 aC
- Luci Gel·li Publícola, consol el 36 aC
- Luci Gel·li Publícola, cònsol romà l'any 40
- Gel·li Publícola (polític), polític romà
- Gel·li Publícola (qüestor), qüestor romà
- Publi Valeri Publícola, primer cònsol republicà el 509 aC i cònsol també el 508 aC, 507 aC i 504 aC.
- Publi Valeri Publícola, cònsol el 475 aC i el 460 aC
- Publi Valeri Publícola, cònsol el 352 aC
- Publi Valeri Publícola Potit, cònsol el 449 aC
- Luci Valeri Publícola, tribú amb potestat consular cinc vegades
- Publi Valeri Potit Publícola, tribú consular per sis vegades
- Marc Valeri Publícola, cònsol els anys 355 aC i 353 aC
- Publi Valeri Publícola (mestre de la cavalleria), magister equitum
- Luci Vipstà Publícola, cònsol l'any 48